# 柱面投影法
柱面投影法，是指平面图像与柱面表面相互映射的过程，包括柱面正投影和柱面反投影。柱面正投影是指将平面图像投影到柱面表面的过程，柱面反投影是将柱面表面的某个特定的观察区域投影到柱面的切平面上的过程。柱面投影法是柱面全景图生成和显示过程中的必要环节。

## 公式推导
设圆柱面的半径ON=r，如右图1可知：
{\displaystyle \alpha =\arctan({\frac {x}{r}})}
由于弧长等于半径乘以弧度，得
{\displaystyle x'=r\alpha =r\arctan({\frac {x}{r}})}

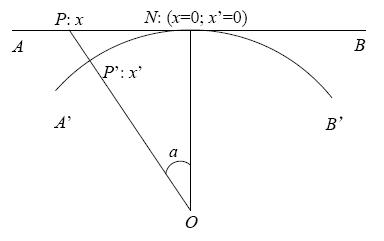
柱面投影图与平面图之间的几何关系1

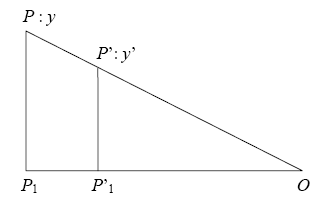
柱面投影图与平面图之间的几何关系2

由右图2，ΔOPP1相似于ΔOP'P'1, OP'1=r，图2的OP1等于图1中的{\displaystyle OP={\frac {r}{\cos \alpha }}}，故
{\displaystyle {\frac {y'}{y}}={\frac {r}{OP}}}
得
{\displaystyle y'=y{\frac {r}{\frac {r}{\cos \alpha }}}=y\cos \alpha }
综合上述推导，柱面上的坐标(x',y')与平面上的坐标(x,y)的正投影关系为
{\displaystyle {\begin{aligned}\alpha &=\arctan({\frac {x}{r}})\\x'&=r\alpha \\y'&=y\cos \alpha \end{aligned}}}
由上述正投影公式，亦可推导出反投影公式：
{\displaystyle {\begin{aligned}\alpha &=\arctan({\frac {x}{r}})\\x&=r\tan {\frac {x'}{r}}\\y&={\frac {y'}{\cos \alpha }}\end{aligned}}}

## 相關
- 麥卡托投影法